# Alex Kendrick
Alex Kendrick (Athens, Georgia, 1970. június 11. –) a Sherwood Baptista Gyülekezet segédlelkésze Albanyban. 1999 óta él a városban.
Ő felügyeli a gyülekezet filmes ágazatát, többek között a Sherwood Pictures-t, amely a Lendkerék (2003), a Végtelen hit (2006) és a Szerelempróba (2008) készítője volt. Emellett a New York Times bestseller írójaként is dolgozik.
Felesége Christina Kendrick, hat gyermekük született.

## Filmes pályafutása
Kendrick egyszer olvasott egy felmérést, miszerint a filmek nagyobb befolyással bírnak a társadalomra, mint az egyházak. Ennek hatására elhatározta, hogy változtat ezen a helyzeten az amerikai filmpiacon. Mindhárom, a Sherwood Pictures által készített filmben közreműködött színészként, forgatókönyvíróként (testvérével, Stephen Kendrickkel) és rendezőként is. Második filmje, a Végtelen hit több mint 10 millió dollár bevételt hozott, és 2007-ben a legtöbbet eladott keresztyén DVD volt. Legutóbbi filmje, a Szerelempróba (film) 33,5 millió dolláros kasszasikert ért el, és ezzel 2008 legmagasabb bevételt elérő független filmje lett.
Kendrick negyedik filmjének (Courageous = Bátorság emberei)2011-ben volt a premierje.

## Filmjei
| Év   | Cím                           | Közreműködés                                |
| ---- | ----------------------------- | ------------------------------------------- |
| 2003 | Lendkerék                     | Forgatókönyvíró, színész, rendező, producer |
| 2006 | Végtelen hit                  | Forgatókönyvíró, színész, rendező, producer |
| 2008 | Szerelempróba                 | Forgatókönyvíró, rendező, producer          |
| 2011 | Bátorság emberei              | Forgatókönyvíró, színész, rendező, producer |
| 2015 | War Room- Imával nyert csaták | Író, rendező, színész                       |
| 2015 | Faith of Our Fathers          | Szerkesztő                                  |
| 2018 | Like Arrows                   | Író, színész                                |
| 2019 | Overcomer- Nincs akadály      | Író, rendező, színész                       |
| 2021 | Show Me the Father            | Színész                                     |
| 2022 | Lifemark- Életjel             | Író, színész                                |
| 2024 | A lélekkovács                 | Író, rendező                                |

## Könyves pályafutása
A filmkészítés mellett három regényt is írt a filmjei alapján, Kendrick testvérével, Stephennel, és Eric Wilson regényíróval közösen. A Tűzállóhoz írt regény például 17 hétig vezette/szerepelt(?) a New York Times bestseller listáját. Negyedik könyvét, a Merj szeretni! (The Love Dare) címűt testvérével közösen írták, és ez 80 hétig szerepelt két eltérő(?) alkalommal is elsőként a New York Times bestseller listáján. A Merj szeretni!-ből 3,5 millió példány kelt el, és még legalább 4 millió van nyomtatásban(?). A könyv platina-díjat kapott (több mint 1 millió eladott példány) az Evangéliumi Keresztyén Könyvkiadók Szövetsége (ECPA) szervezettől 2009 áprilisában. Továbbá az ICRS (International Christian Retail Show) szervezet Az év kapcsolatok témájú könyve díját is elnyerte, és az év könyvének nevezte a Family Christian Stores is. Mostanra már több, mint 25 nyelvre fordították le.

## Helyezések
- 1. a New York Times bestseller listáján, már több mint 20 hete[6]
- 7. a nem-fikció kategóriában az Amazon.ca kanadai oldalon[7]
- 9. az USA Today bestseller listáján[8]

## Magyarul megjelent művei
- Tűzálló. Eric Wilson regénye a Fireproof című film alapján; eredeti forgatókönyv Alex Kendrick, Stephen Kendrick, ford. J. Füstös Erika; Harmat, Bp., 2010
- Stephen Kendrick–Alex Kendrick–Lawrence Kimbrough: Merj szeretni!; Immanuel Alapítvány, Szombathely, 2010
- Randy Alcorn: Valóban bátrak; Alex Kendrick, Stephen Kendrick forgatókönyve alapján, ford. Mucsi Ferenc; Immanuel Szószóró, Szombathely, 2012
- Stephen Kendrick–Alex Kendrick, Alex Randy C.–Alcorn, Randy C: Eltökélt szívű férfiak; Immanuel Szószóró, Szombathely, 2013

## Fordítás
- Ez a szócikk részben vagy egészben  az   Alex Kendrick című angol Wikipédia-szócikk fordításán alapul.  Az eredeti cikk szerkesztőit annak laptörténete sorolja fel. Ez a jelzés csupán a megfogalmazás eredetét és a szerzői jogokat jelzi, nem szolgál a cikkben szereplő információk forrásmegjelöléseként.

## További információ
- Hivatalos oldal
- Alex Kendrick a Facebookon
- Alex Kendrick a PORT.hu-n (magyarul)
- Alex Kendrick az Internetes Szinkronadatbázisban (magyarul)
- Alex Kendrick az Internet Movie Database-ben (angolul)
- Alex Kendrick a Rotten Tomatoeson (angolul)